# UTC+05:00
| Južni poletni/severni standardni čas Morska območja | Severni poletni/južni standardni čas Standardni čas vse leto |

UTC+05:00 je časovni pas z zamikom +5 ur glede na univerzalni koordinirani čas (UTC). Ta čas se uporablja na naslednjih ozemljih (stanje leta 2016):

## Kot standardni čas (vse leto)

### Azija
- Avstralija:
  - otok Heard in otočje McDonald
- Francija:
  - Francoske južne in antarktične dežele
- Kazahstan - zahodni del države
- Maldivi
- Pakistan
- Rusija - jekaterinburški čas
  - Uralsko zvezno okrožje, Baškortostan, Orenburška oblast in Permski okraj v Privolškem zveznem okrožju
- Tadžikistan
- Turkmenistan
- Uzbekistan

## Kot poletni čas (severna polobla)
- Azerbajdžan